# Sparreholm
För andra betydelser, se Sparreholm (olika betydelser).
Sparreholm är en tätort i Flens kommun i Södermanlands län. Orten har fått sitt namn efter det närbelägna Sparreholms slott.

## Historik
Sparreholm växte fram i och med att Västra stambanan kom till och en station anlades där orten nu ligger år 1862. Orten fick sitt namn från Sparreholms slott som ligger strax norr om orten. Ursprungligen hette gården där slottet ligger Hyltingenäs, men då Göran Sparre uppförde slottsbyggnaden fick det namn efter honom år 1643. Sparreholms slott har haft en rad släkter som ägare, däribland Åkesson Natt och Dag, Hjorthufvud, Gylta, Sparre, Taube, Sprengtporten och Bonde. Förutom järnvägen har även träindustrin varit viktig för ortens framväxt.
Söder om orten finns gravfält från järnåldern som visar att det har det bott människor i området i minst 2 000 år.
Sparreholm är beläget i Hyltinge socken och ingick efter kommunreformen 1862 i Hyltinge landskommun. Sparreholms municipalsamhälle inrättades den 23 mars 1918. Orten ingick mellan 1965 och 1970 i Flens stad, från  1971 ingår Sparreholm i Flens kommun.

### Befolkningsutveckling
| Befolkningsutvecklingen i Sparreholm 1950–2020 | Befolkningsutvecklingen i Sparreholm 1950–2020 | Befolkningsutvecklingen i Sparreholm 1950–2020 | Befolkningsutvecklingen i Sparreholm 1950–2020 | Befolkningsutvecklingen i Sparreholm 1950–2020 |
| ---------------------------------------------- | ---------------------------------------------- | ---------------------------------------------- | ---------------------------------------------- | ---------------------------------------------- |
|                                                |                                                |                                                |                                                |                                                |
| År                                             |                                                |                                                | Folkmängd                                      | Areal (ha)                                     |
| 1950                                           | 1950                                           |                                                | 643                                            |                                                |
| 1960                                           | 1960                                           |                                                | 974                                            |                                                |
| 1965                                           | 1965                                           |                                                | 1 068                                          |                                                |
| 1970                                           | 1970                                           |                                                | 1 072                                          |                                                |
| 1975                                           | 1975                                           |                                                | 1 043                                          |                                                |
| 1980                                           | 1980                                           |                                                | 1 015                                          |                                                |
| 1990                                           | 1990                                           |                                                | 968                                            | 115                                            |
| 1995                                           | 1995                                           |                                                | 915                                            | 115                                            |
| 2000                                           | 2000                                           |                                                | 854                                            | 117                                            |
| 2005                                           | 2005                                           |                                                | 811                                            | 117                                            |
| 2010                                           | 2010                                           |                                                | 741                                            | 116                                            |
| 2015                                           | 2015                                           |                                                | 734                                            | 114                                            |
| 2020                                           | 2020                                           |                                                | 739                                            | 119                                            |
|                                                |                                                |                                                |                                                |                                                |

## Natur
Sparreholm är beläget intill sjön Båven. Sjön karaktäriseras av förgreningar och många öar, strandlinjen är över 500 km. Sjön har ett förhållandevis rent vatten och ett rikt fågelliv med många fågelskyddsområden. Sjön är en av få sjöar eller vattendrag i Sverige med förekomst av mal. Strax utanför Sparreholm finns en badplats.
Sparreholms ekhagar är ett tidigare naturvårdsområde (sedan 1994 naturreservat) som ligger vid Sparreholms slott och nära samhället Sparreholm. Den södra delen ansluter till väg 57 mellan Sparreholm och Stjärnhov. Delar av reservatet användes redan på 1600-talet som park och betesmark till Sparreholms slott. Det omväxlande landskapet och gamla lövträd gör att det är gott om fåglar i området. På försommaren blommar nattviol och andra blommor i hagen.

## Näringsliv
- I Sparreholm finns Fabriken, ett varuhus som är beläget i en gammal fabrikslokal på 6 000 kvadratmeter.[12] Det finns också en mataffär, Matöppet.[13]
- Vid Sparreholms slott finns café och Sparreholms bilmuseum.[14]
- Sparreholms strandcafé och butik.[15]

## Kommunikationer
- Sparreholm ligger vid Riksväg 57 och Riksväg 53.
- Sparreholm ligger vid Västra stambanan. Stationshuset gav namn åt en stationsmodelltyp, Sparreholmsmodellen.
- Sörmlandstrafiken trafikerar med bl.a. busslinje 589, 489, 701 och 801.

## Bildgalleri

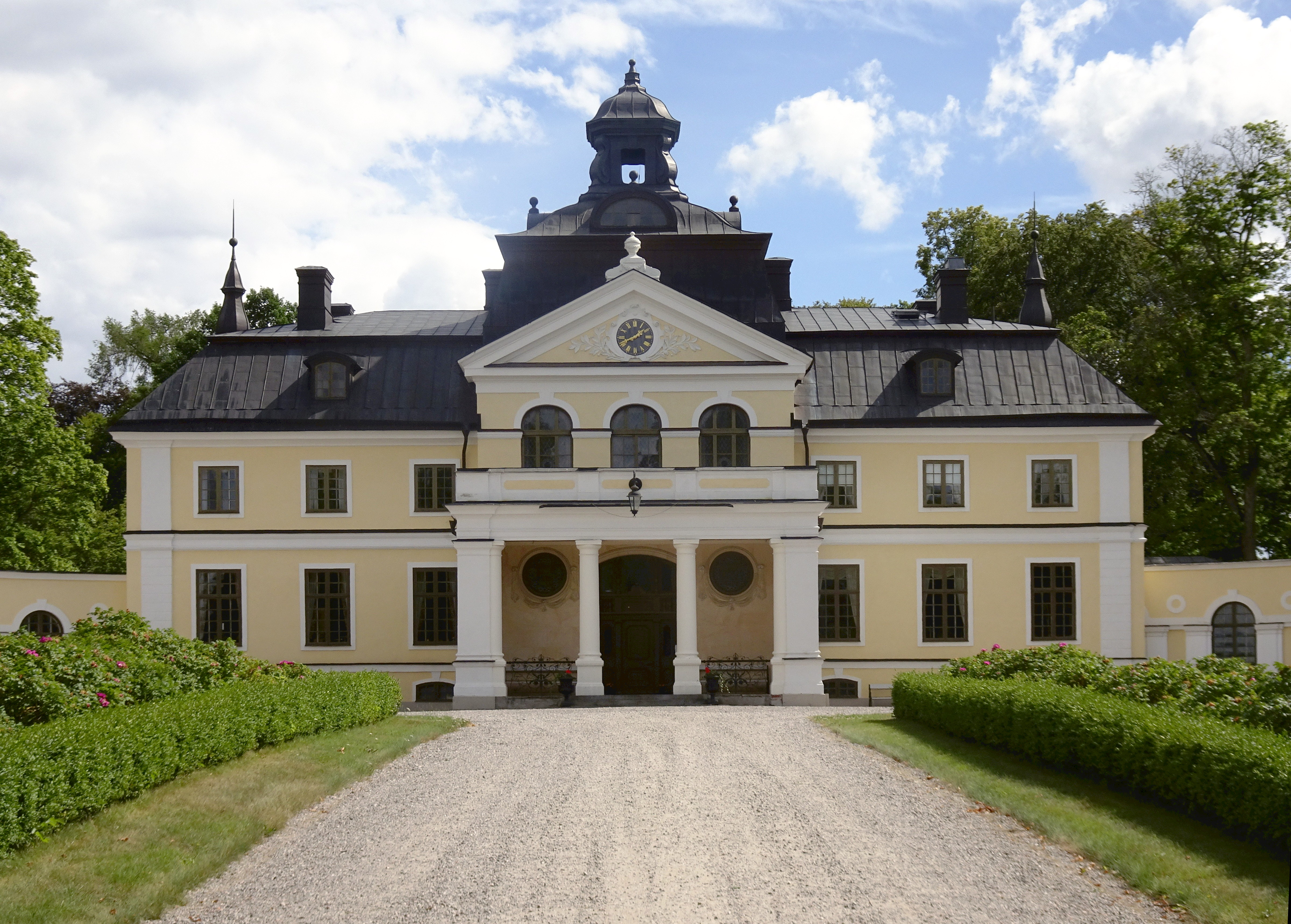
Sparreholms slott, 2017.
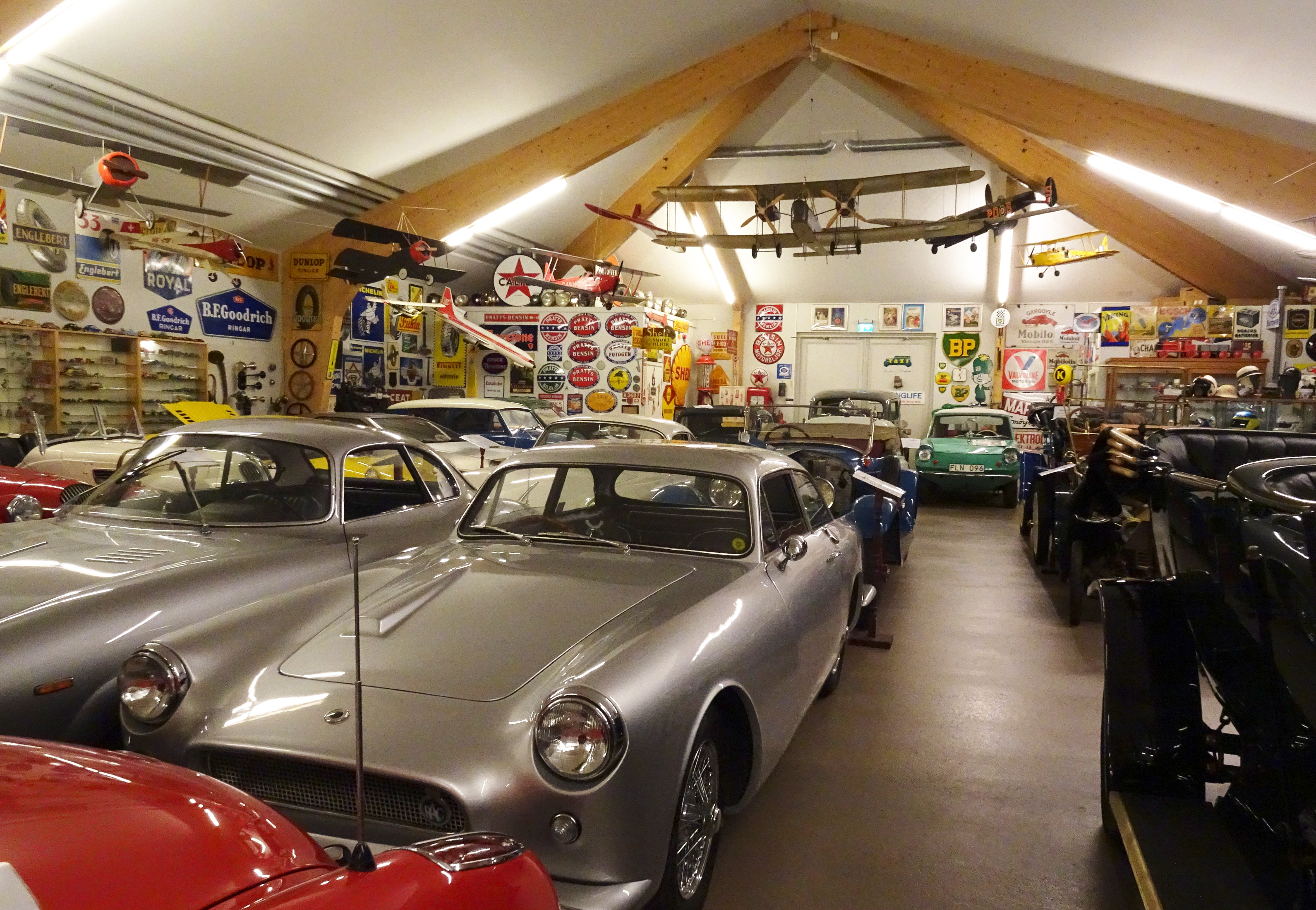
Sparreholms bilmuseum, 2017.
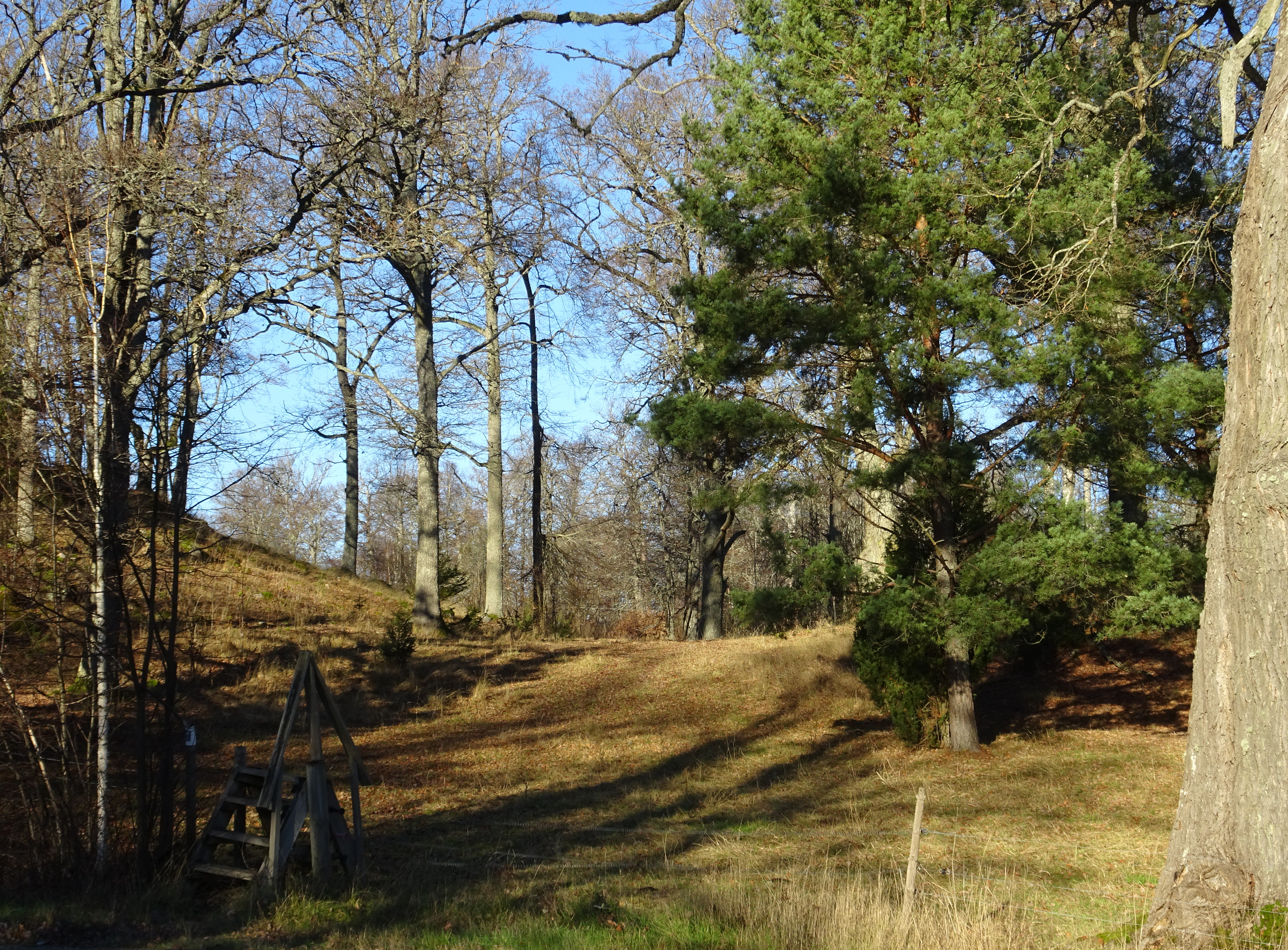
Sparreholms ekhagar, 2021.
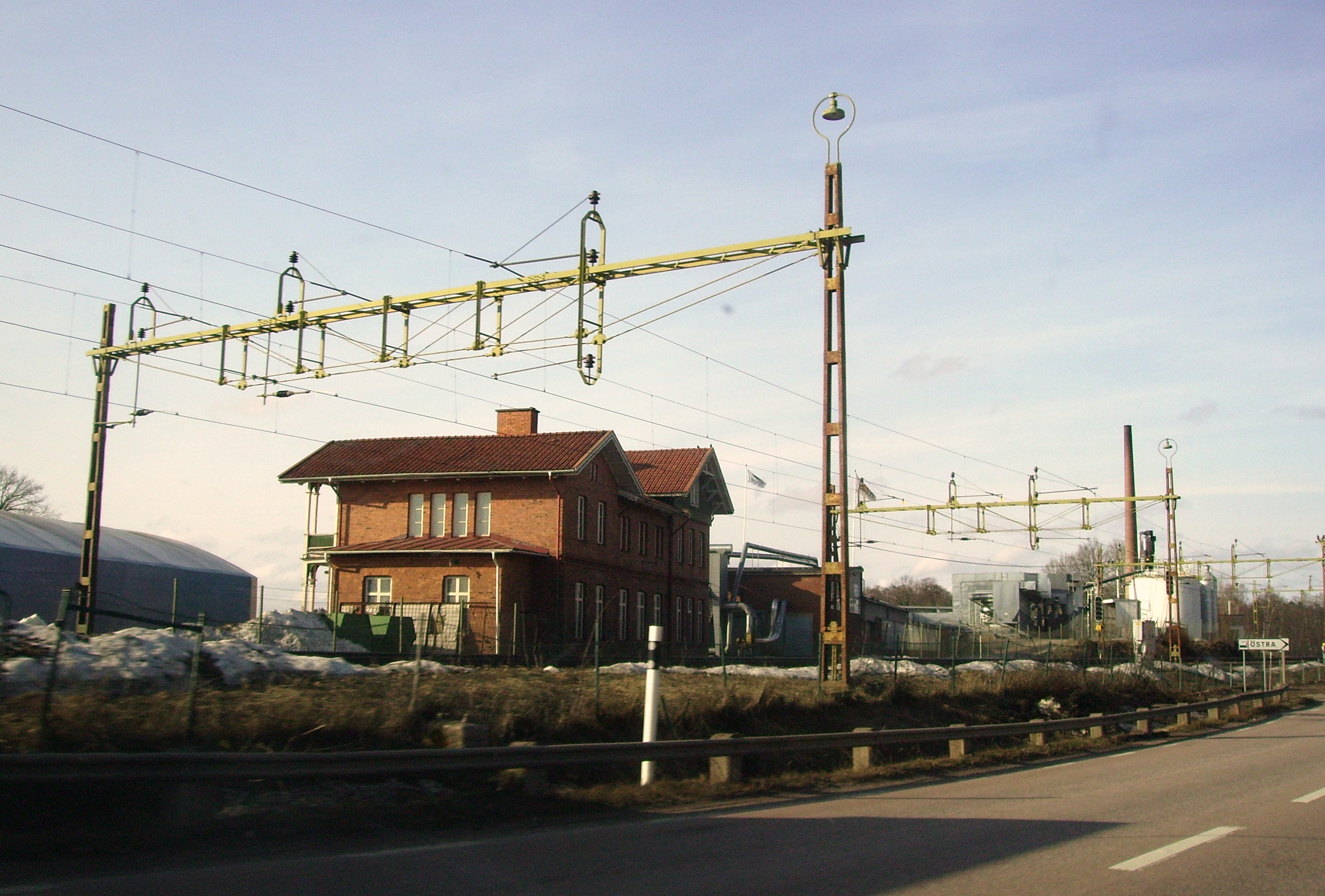
Sparreholms station.
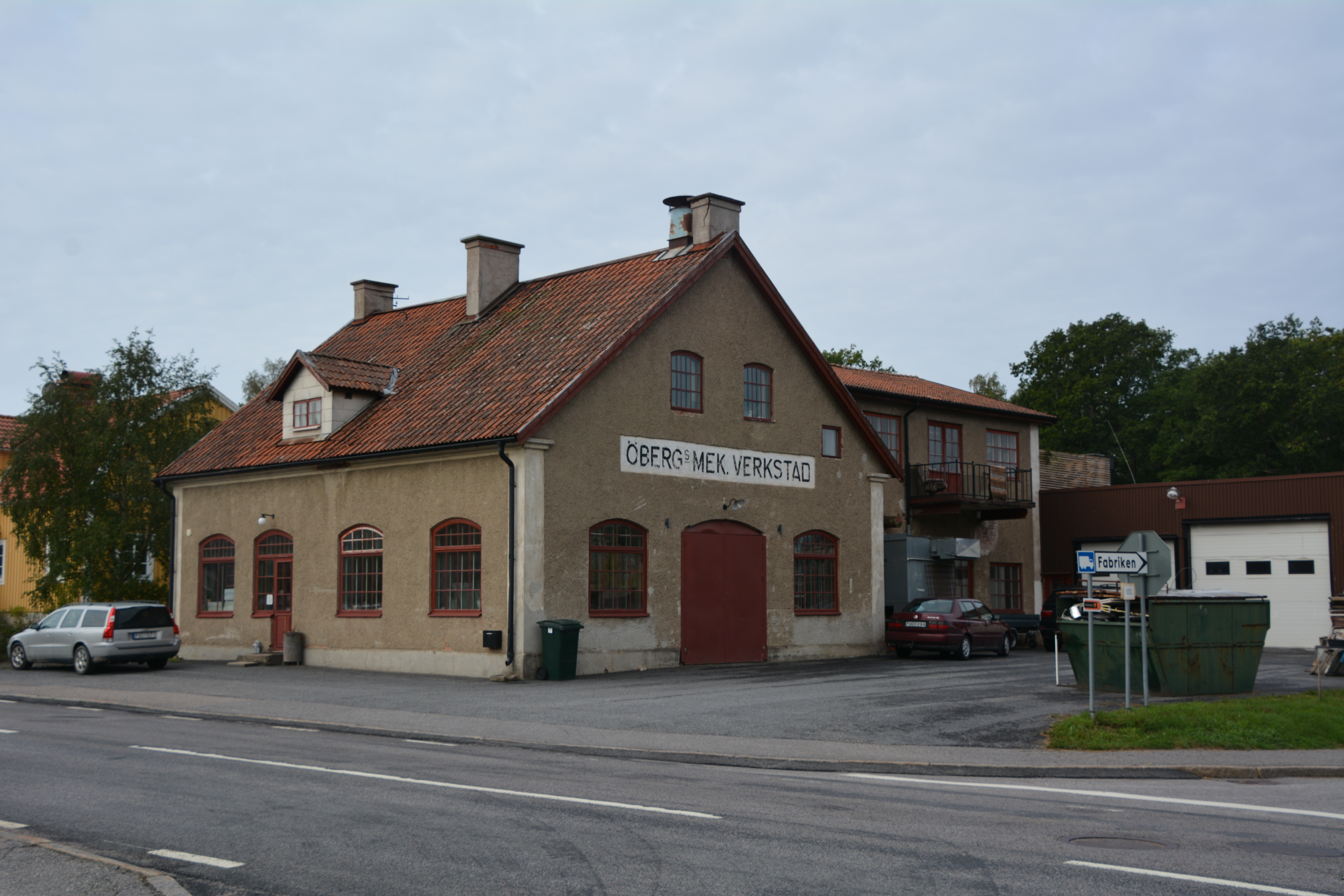
Tidigare Öbergs Mekaniska Verkstad, 2018, byggd 1929